# Mariä Himmelfahrt (Gangkofen)

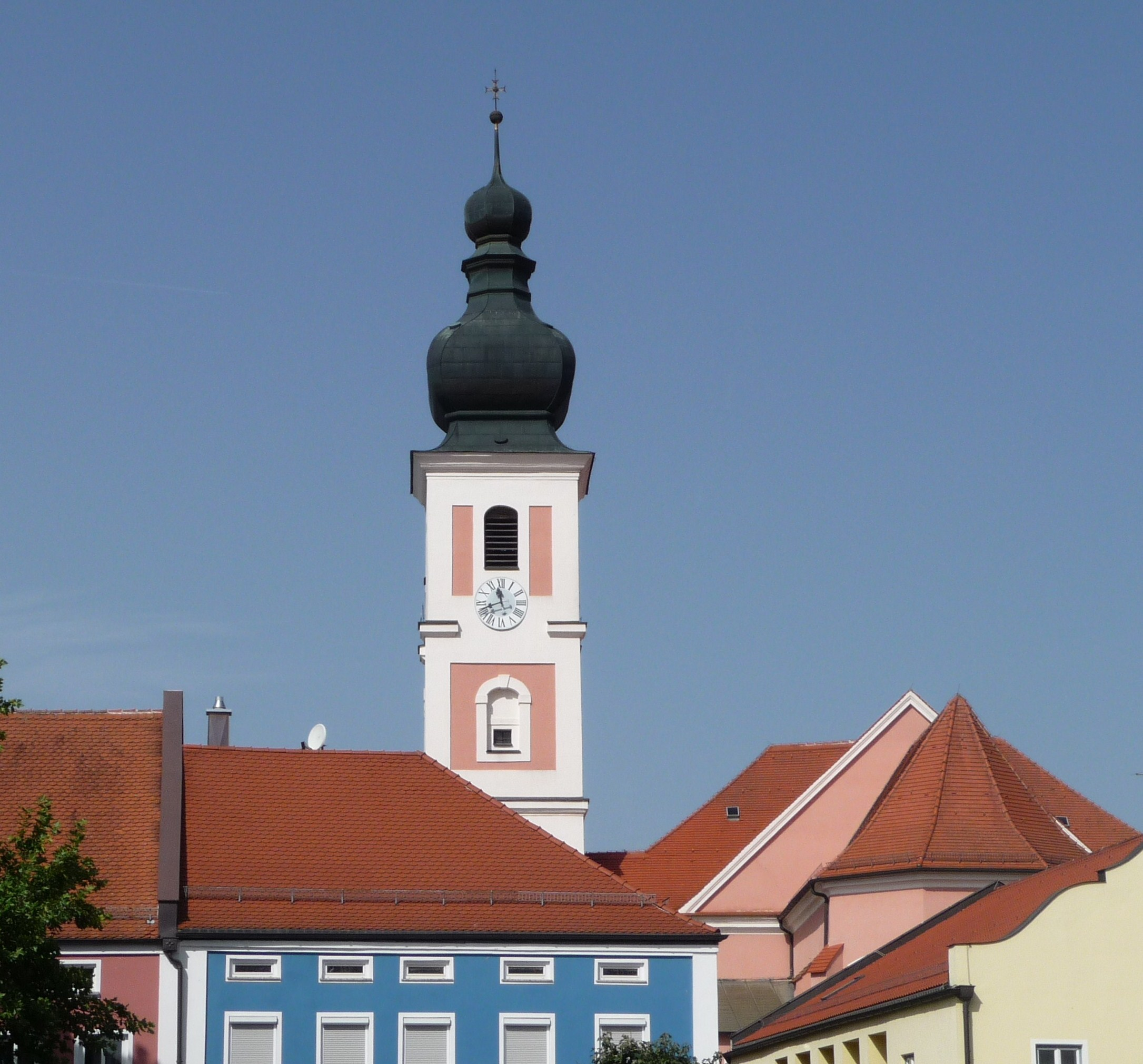
Pfarrkirche Maria Himmelfahrt in Gangkofen

Die katholische Pfarrkirche Gangkofen ist dem Fest Mariä Himmelfahrt geweiht und liegt im Ortszentrum  der niederbayerischen Gemeinde Gangkofen (Kirchplatz 2).

## Geschichte
Mit der Stiftungsurkunde der Deutschordenskommende Gangkofen vom 9. August 1279 schenkte Graf Wernhard II. von Leonberg dem Deutschritterorden das Patronatsrecht über die Pfarreikirche (parochialis ecclesie) und auch der nove capellae im heutigen Ortsteil Heiligenstadt von Gangkofen (heute Wallfahrtskirche St. Salvator). Das bedeutet aber auch, dass bereits vor diesem Zeitpunkt hier eine Kirche gestanden haben muss. In der Tat wird 1269 ein gewisser Wilhelm als Pfarrer zu Gangkofen erwähnt. Urkundlich nicht zu belegen ist die behauptete Konsekration der Kirche durch den Regensburger Bischof Heinrich I. im Jahre 1152. 1326 erscheint die Pfarre in einem Verzeichnis der von den nicht exemten Klöstern des Bistums Regensburg an Erzbischof Friedrich III. von Salzburg geleisteten Subsidium; die Pfarre musste dabei 11, das Domus Thetonicorum, d. h. die Kommende, zehn Solidi leisten.
Wichtig für die Pfarrei waren mehrere Benefizienstiftungen. Die bedeutsamste davon ist die am 11. November 1413 von Urban der Moroltinger an die St. Peterskapelle der Pfarrkirche Gangkofen eingesetzte Stiftung. Damit sollte eine Ewige Messe und eine Kaplanei eingerichtet werden. Dotiert war diese mit einem jährlichen Ewiggeld von zwölf Schilling Landshuter Pfennige, das von einem Hof zu Morolding (heute ein Ortsteil von Massing) bezahlt werden musste. Das Präsentationsrecht dafür stand der Kommende zu, brauchte aber die Bestätigung durch den Bischof von Regensburg. Offensichtlich war die Dotierung dieser Stelle so attraktiv, dass darüber  einmal ein Streit ausbrach: 1493/94 beanspruchte ein gewisser Thomas Kressling, Priester zu Gerzen das vakant gewordene Benefizium. Er legte dabei gefälschte Dokumente vor, wie am 12. Januar 1494 durch den Generalvikar des Bistums Regensburg erkannt wurden. Kressling verlor den Rechtsstreit und musste auch die Prozesskosten übernehmen. Bis in das 17. Jahrhundert  wurde für dieses Benefizium immer ein eigener Priester aufgestellt, dann wurde dieses mit der Pfarrei vereinigt. Vermutlich war dies eine Konsequenz aus dem Brand von 1666, dem auch das Benefiziatenhaus zum Opfer gefallen war. Die Gemeinde hatte in der Folge mehrmals (1785, 1824) Anträge zur Besetzung der Benefiziatenstelle gestellt, denen aber nicht entsprochen wurde.
Ein weiteres bedeutsames Benefizium wurde 1658 von Felix Gundacker von Auerbach zu Angerbach  gestiftet. Dieser hatte in seinem Schloss zu Angerbach bei Gangkofen eine Lorettokapelle errichten lassen. In seinem Testament vom 16. August 1690 bestimmte er, das diese Laurethanische Kapelle sein rechter und einziger Universal-Erb sein sollte. Sein Vermögen sollte zu Geld gemacht und an einem sichern Ort angelegt werden und davon sollte ein frommer gottseliger und exemplarischer weltlicher Geistlicher angestellt werden. Der Benefiziat erhielt daraus ein Einkommen von 220 Gulden und somit das Fünfzehnfache (!) im Vergleich zu dem Mesner, der mit jährlich 15 Gulden sein Auskommen finden musste; weitere 65 Gulden waren für Paramente der Kapelle, Wachs und Beleuchtung vorgesehen. 1701 schenkte Graf Lerchenfeld von Egglkofen dem Benefizium eine weitere Sölde. Die Aufgaben dieses Benefiziums hatten sich im Laufe der Zeit durch einsetzende Wallfahrt gesteigert. Das Benefizium war bis in die 1970er Jahre mit einem Priester besetzt.
Eine letzte große Stiftung kam 1906 von dem Gutsbesitzer Josef Durmaier von Edeneibach. Der Versuch, mit dem gestifteten Kapital ein eigenständiges Benefizium zu schaffen, gelang aber mangels an Masse und wegen der Geldentwertung des Ersten Weltkrieges nicht. Trotz einer weiteren Zustiftung durch eine Theresia Seemüller entschied man sich für einen Benefiziumsfonds, in den auch andere Beträge eingezahlt werden konnten.

## Baulichkeit und Ausstattung
1599 und erneut 1666 ereigneten sich in Gangkofen große Brände, wobei dem letzteren auch die Pfarrkirche zum Opfer fiel. Bis 1670 war der Wiederaufbau des Bauwerkes nach Plänen des Deutschordensbaumeisters Franz Keller nahezu abgeschlossen. Der Osttrakt ist ein spätbarocker zweigeschossiger Bau um 1691, der unter Verwendung des Vorgängerbaus vor dem Brand von 1666 errichtet wurde. 1695/97 wurde ein neuer Kirchturm erbaut. 1701 wurde ein nochmaliger Neubau des Gemeinderaumes der Kirche beschlossen, der 1719 fertig gestellt werden konnte. Der spätgotische Chor, der bei dem Brand nahezu unversehrt blieb, sowie der Kirchturm blieben zum größten Teil erhalten. In den Jahren 1983/86 wurde die letzte umfassende Gesamterneuerung durchgeführt.

### Glocken
1908 wurde ein neues Geläut in der Kirche installiert. Den Auftrag erhielt die Regensburger Glockengießerei Hamm. Ein Teil der Glocken konnten davor bewahrt werden, in den Kriegszeiten eingeschmolzen zu werden. Dies sind die Glocken mit den Namen Mariä Himmelfahrt (4 800 Pfund), St. Georg (2 600 Pfund), St. Elisabeth (1 800 Pfund), Herz Jesu (1 200 Pfund), St. Joseph (700) sowie St. Martin und Fabian (500). Die Tonfolge lautet: h°-d'-e'-fis'-a'-h'-d' '. 1928 kam noch eine weitere Glocke von dem Glockengießer Karl Hamm hinzu (St. Michaelis, 150 Pfund), die als Sterbeglocke dient.

### Orgel
Nachdem eine Orgel bereits 1860 als sehr schadhaft bezeichnet worden ist, wurde 1864 eine neue mit 14 Registern von dem Orgelbaumeister Joseph Frosch angefertigt. Allerdings entschloss man sich bereits 1892 zu einer Erneuerung. Erst 1912 wurde von dem Orgelbaumeister Ignaz Weise aus Plattling das neue Werk abgeliefert.